# Ortaklı
Ortaklı (kurd. Xirbê Helêla) ist ein  Dorf im Landkreis Mazıdağı der türkischen Provinz Mardin. Ortaklı liegt in Südostanatolien auf 922 m über dem Meeresspiegel, ca. 21 km nördlich von Mazıdağı. Die Umgebung ist hügelig, karg und spärlich baumbestanden.
Der ursprüngliche Ortsname ist arabischen Ursprungs und lautete Hirbahalilan. Er ist in dieser Form beim Katasteramt registriert. Die kurdische Form lautet Xirbê Helêla.
Im Jahr 1967 betrug die Bevölkerungszahl  128 Einwohner. 1985 lebten 153 Menschen in Ortaklı. 2009 hatte die Ortschaft 63 Einwohner.